# St. Alban's
St. Alban's es un pueblo canadiense situado en la provincia de Terranova y Labrador.

## Superficie
St. Alban's tiene una superficie de 20,48 km².

## Demografía
En 2021, tenía 1189 habitantes, una densidad poblacional de 58 hab./km², y 650 viviendas.